# Дементьев, Евстафий Михайлович
Евстафий Михайлович Дементьев (1850, Баку, Шемахинская губерния, Российская империя — 1918, Москва, РСФСР) — русский врач, общественный деятель, один из основоположников санитарной статистики в Российской империи.

## Биография
Евстафий Дементьев родился в 1850 году в городе Баку. Вскоре после рождения переехал в Петербург, где поступил в Санкт-Петербургский университет, однако из-за участия в студенческих волнениях был отчислен, арестован и помещён в Петропавловскую крепость, где отбывал наказание 1 год. В марте 1869 года был выслан в Киев, где в 1870 году поступил в Императорский университет Святого Владимира на медицинский факультет, который он окончил в 1875 году. 
Сразу же после окончания университета, отправился в Петербург, где устроился на работу врачом Петербургского губернского правления и принимал активное участие в проверках фабрик и заводов Петербургской губернии. В 1882 году переехал в Москву и посвятил этому городу всю оставшуюся жизнь. 
С 1882 по 1894 год работал санитарным врачом в Московском губернском земстве. 
С 1911 по 1918 год работал врачом МПС Российской империи.
Евстафий Михайлович Дементьев скончался в 1918 году в Москве.